# Damanhur, Egypten
Damanhur (arabiska: دمنهور, Damanhūr) är en stad i Nildeltat i norra Egypten och huvudort för guvernementet Beheira. Folkmängden uppgår till cirka 300 000 invånare. Staden ligger cirka 70 kilometer öster om Alexandria och var i forntiden känd som Hermopolis parva ("lilla Hermopolis").